# Aida Folch
Aida Benítez Folch (Reus, Tarragona, 24 de noviembre de 1986), conocida artísticamente como Aida Folch, es una actriz española.
Es conocida por su papel de Françoise Alcántara en la exitosa serie de Televisión española Cuéntame cómo pasó, y por protagonizar la película El artista y la modelo, de Fernando Trueba.

## Biografía
De pequeña cursó teatro en la escuela, en una compañía llamada Llop's teatre como actividad extra escolar. Los sábados también estudiaba interpretación en el Centre de Lectura de Reus, y allí descubriría que su pasión era actuar. En 1998 se apuntó en una agencia de publicidad donde viajaba de Reus a Barcelona para hacer audiciones para anuncios de televisión, pero su primera oportunidad le llegó en el año 2000, cuando fue elegida entre 3000 niñas de todo el país para protagonizar la producción española El embrujo de Shanghai, del oscarizado Fernando Trueba. Tenía catorce años y, poco tiempo después, Fernando León de Aranoa la eligió para participar en la premiada película Los lunes al sol.
Ha participado en múltiples películas entre las que destacan Aquitania de Rafa Montesinos, La mirada violeta de Jesús Ruiz, Fin de curso de Miguel Martí, Salvador de Manuel Herga, Las vidas de Celia de Antonio Chavarrías y 25 kilates de Patxi Amezcua. También ha trabajado en diversas películas para televisión como Con el 10 en la espalda, Inocentes, No estás sola, Sara, Morir en 3 actes o Volveremos.
En 2008 se dio a conocer gracias al personaje de Françoise Alcántara en la exitosa serie de Televisión Española Cuéntame cómo pasó. Folch se incorporó al reparto de la décima temporada y abandonó la serie al final de la decimocuarta.
Ha trabajado en el extranjero con la superproducción histórica Henri 4, un filme alemán de Jo Baier y en Mi universo en minúsculas, una producción mexicana.
En 2012 protagonizó El artista y la modelo, de Fernando Trueba, una película rodada íntegramente en francés donde trabaja con Jean Rochefort y Claudia Cardinale. Dicha película le valió una nominación a mejor actriz protagonista en los Premios Goya de 2013.
En 2013 empezó el rodaje, junto a Imanol Arias, de la serie basada en la vida del cooperante Vicente Ferrer donde interpretaba a su mujer, Anne Perry. La película se estrenó en horario de prime time el 9 de enero de 2014 en Televisión Española. También en 2013 estrenó la película El amor no es lo que era, dirigida por el valenciano Gabi Ochoa. El año siguiente protagonizó la película Fuego, junto a José Coronado; un thriller centrado en la venganza de un policía contra la familia de un terrorista que atentó contra su esposa e hija.
En 2015 formó parte del reparto coral de la primera temporada de la serie Citas, de TV3, interpretando a Mia Bosch. Ese mismo año estrenó la película de comedia Incidencias, dirigida por José Corbacho y Juan Cruz. En noviembre de 2016 formó parte del reparto de la película de Fernando Trueba La Reina de España.
En 2017 formó parte del reparto principal de la serie de Telecinco Sé quién eres, interpretando a Eva Durán.
En mayo de 2018 se estrenó en TV3 Vida privada, TV-movie dirigida por Sílvia Munt que protagoniza junto a Francesc Garrido y Pablo Derqui.
Tiene pendiente de estreno la miniserie de Telecinco Los Nuestros 2, que será la secuela de la serie Los Nuestros estrenada en 2015 y protagonizada por Blanca Suárez, Hugo Silva y Antonio Velázquez. En dicha producción compartirá protagonismo con Paula Echevarría y Rodolfo Sancho entre otros. Además, están en fase de posproducción las películas La cinta de Alex de la directora Irene Zoe Alameda, I Love My Mum del director Alberto Sciamma, y Nameless de los directores Thurman Bryan y Luis Esteban, en las que ha participado.

## Filmografía

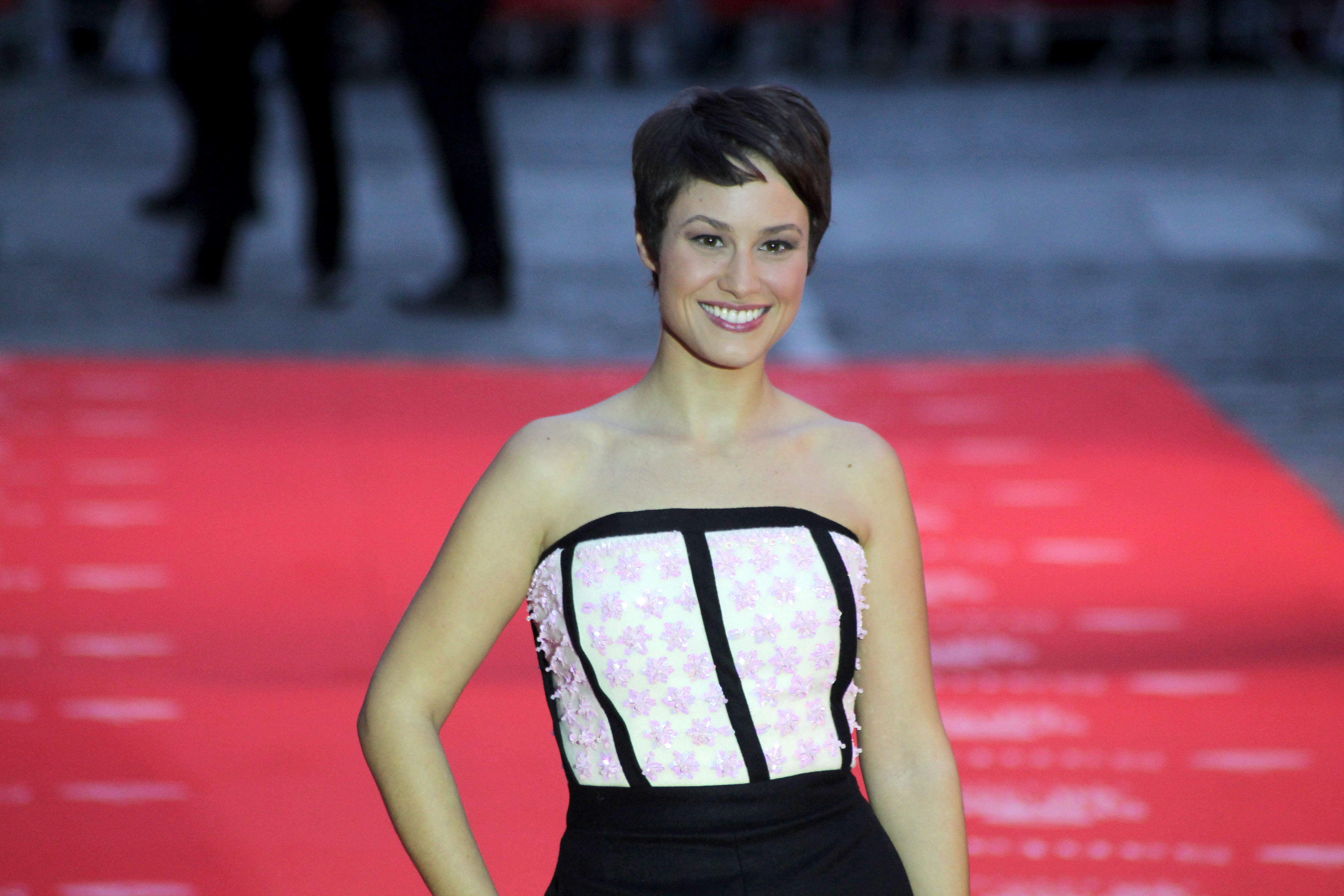
Folch en la Seminci 2015.

### Cine
| Año  | Película                  | Personaje          | Director                          |
| ---- | ------------------------- | ------------------ | --------------------------------- |
| 2002 | El embrujo de Shanghai    | Susana             | Fernando Trueba                   |
| 2002 | Los lunes al sol          | Nata               | Fernando León de Aranoa           |
| 2004 | La mirada violeta         | Sofía              | Nacho Pérez de la Paz, Jesús Ruiz |
| 2004 | El 10 en la espalda       | Alba               | Eduard Cortés                     |
| 2005 | Fin de curso              | Marta              | Miguel Martí                      |
| 2005 | Aquitania                 | Beatriz            | Rafa Montesinos                   |
| 2006 | Salvador (Puig Antich)    | Marian             | Manuel Huerga                     |
| 2006 | Las vidas de Celia        | Ángela             | Antonio Chavarrías                |
| 2009 | 25 kilates                | Kay                | Patxi Amezcua                     |
| 2009 | No estas sola, Sara       | Eli                | Carlos Sedes                      |
| 2010 | Henry IV                  | Henriette          | Jo Baier                          |
| 2011 | Mi universo en minúsculas | Aina               | Hatuey Viveros                    |
| 2012 | El artista y la modelo    | Mercè              | Fernando Trueba                   |
| 2013 | El amor no es lo que era  | Lucía              | Gabriel Ochoa                     |
| 2014 | Fuego                     | Alba               | Luis Marías                       |
| 2015 | Incidencias               | Laura              | José Corbacho y Juan Cruz         |
| 2016 | La reina de España        | Novia              | Fernando Trueba                   |
| 2018 | I love my mum             | Paloma             | Alberto Sciamma                   |
| 2019 | La cinta de Álex          | Madre de Alexandra | Irene Zoe Alameda                 |
| 2022 | El frío que quema         |                    | Santi Trullenque                  |
| 2024 | Isla Perdida              | Álex               | Fernando Trueba                   |

### Televisión
| Año         | Título                    | Canal                   | Personaje                  | Notas          |
| ----------- | ------------------------- | ----------------------- | -------------------------- | -------------- |
| 2003        | Con el 10 en la espalda   | TV3                     | Alba                       | 1 episodio     |
| 2008 - 2013 | Cuéntame cómo pasó        | TVE                     | Françoise Alcántara        | 58 episodios   |
| 2009        | No estás sola, Sara       | TVE                     | Eli                        | 1 episodio     |
| 2009        | Los sentidos de la muerte | TV3                     | Andrea Traina              | 1 episodio     |
| 2010        | Inocentes                 | Telecinco               | Celia                      | 2 episodios    |
| 2011        | Morir en 3 actes          | TV3                     | Sandra                     | 2 episodios    |
| 2011        | Tornarem                  | TV3                     | Anna                       | 2 episodios    |
| 2012        | Are You App?              | Movistar+               | Olga                       | 6 episodios    |
| 2013        | Vicente Ferrer            | TVE                     | Anna Perry                 | 2 episodios    |
| 2015        | Cites                     | TV3                     | Mia Bosch                  | 4 episodios    |
| 2017        | Sé quién eres             | Telecinco               | Eva Durán                  | 16 episodios   |
| 2018        | Vida privada              | TV3                     | Conxa Pujol                | 2 episodios    |
| 2018        | Los nuestros 2            | Telecinco               | Montserrat "Montse" Ferrer | 3 episodios    |
| 2020 - 2022 | Madres. Amor y vida       | Telecinco y Prime Video | Olivia Zabala Recarte      | 42 episodios   |
| 2023        | Miró                      | TV3 e IB3               | Pilar Juncosa              | Único episodio |
| 2023 - 2024 | Amar es para siempre      | Antena 3                | Victoria Quevedo Santacruz | 153 episodios  |

### Cortometrajes
| Año  | Título                                | Personaje       | Director                          | Género           | Duración |
| ---- | ------------------------------------- | --------------- | --------------------------------- | ---------------- | -------- |
| 2004 | Física II                             | Laura           | Daniel Sánchez Arévalo            | Drama            | 19m      |
| 2004 | El legado                             | Carmen          | Jesús Monllaó                     | Drama            | 22m      |
| 2005 | Amar                                  | Ana             | Esteban Crespo                    | Drama romántico  | 12m      |
| 2005 | Siempre quise trabajar en una fábrica | Ana             | Esteban Crespo                    | Drama            | 9m       |
| 2007 | Diente por ojo                        | Cris            | Eivind Holmboe                    | Drama            | 20m      |
| 2007 | Las Lágrimas del cisne                | Aida            | James J. Wilson                   | Cuento           | 17m      |
| 2008 | ¿Iguales?                             | Adela           | Javier de la Torre                | Drama            | 14m      |
| 2010 | Pasionaria                            | Esperanza       | Leonor Bruna                      | Drama            | 18m      |
| 2012 | Veneno                                | Adriana         | Jonay García                      | Drama            | 18m      |
| 2013 | Marioneta ciega                       | Clown callejero | Jaime Fidalgo                     | Drama fantástico | 19m      |
| 2013 | The Covered Human                     | Ella            | Imanol Ruiz de Lara, Jon Corcuera | Drama            | 6m       |
| 2015 | Astronautas                           |                 | Javier Ruiz                       | Drama            | 22m      |
| 2017 | Hidden Devil                          | Reina Thâis     | Fran Mateu                        | Terror           | 15m      |

## Premios y nominaciones
Premios Goya
| Año  | Categoría                                  | Película               | Resultado |
| ---- | ------------------------------------------ | ---------------------- | --------- |
| 2012 | Mejor interpretación femenina protagonista | El artista y la modelo | Nominada  |

- Festival de Cine Español de Málaga: Biznaga de Plata a la mejor actriz, Sección ZonaZine, por 25 kilates (2009).
- Premio Nueva Generación de Comedia en el Festival de Cine de Comedia de Tarazona 'Paco Martínez Soria' 2013[22]